# Mario Monreal
Mario Monreal (Sagunto, Valencia; 8 de enero de 1938-Guadassuar,  2 de febrero de 2010) fue un pianista español. Es nombrado hijo predilecto de la Ciudad de Sagunto el 29 de junio de 2011.

## Trayectoria
Considerado uno de los pianistas valencianos más importantes, junto a José Iturbi.                                             Comenzó sus estudios de piano a las órdenes de su padre. Después de ampliar su preparación en los conservatorios de Valencia y Madrid, se trasladó a Múnich, donde de 1955 a 1962 estudió en la Musikhochschule (donde alcanzó el summa cum laude en Virtuosismo) y Salzburgo. Como solista debutó en Alemania con la Orquesta Sinfónica de Berlín interpretando el  segundo concierto de Brahms.
Experto en ciclos completos de compositores como Beethoven, Chopin, Rajmáninov, Brahms, Chaikovski, Prokófiev, Liszt, Albéniz, Falla y Mozart, también se desempeñaba con la música contemporánea.
Su virtuosismo se expuso en países como Argentina, Holanda, Inglaterra, Sudáfrica, Polonia, Brasil, China o Australia, recibiendo múltiples premios como el Premio Múnich 1962, Premio Jaén 1963, o en 1966 el Premio Música en Compostela.
Autor de métodos de estudio de piano, publicó su trabajo en Rivera Editores. Falleció a los 72  años en medio de una actividad inusitada.
La ciudad de Sagunto inauguró en 2013 un centro cultural con el nombre del compositor.